# Campo di concentramento per prigionieri di guerra dell'isola dell'Asinara
(N. Carandini, Il lungo ritorno. Lettere della Grande Guerra)
Il campo di concentramento per prigionieri di guerra dell'isola dell'Asinara è stato un sistema di installazioni adibite alla raccolta e custodia dei prigionieri di guerra dell'esercito austro-ungarico durante la Prima guerra mondiale. È in particolar modo ricordato per la drammatica vicenda vissuta dai 24 000 prigionieri austro-ungarici catturati dai serbi durante le campagne condotte dall'Impero austro-ungarico in Serbia nell'ottobre 1915. La lunga "marcia della morte", caratterizzata da una lunghissima ritirata tra i monti dell'Albania durante il freddo e rigido inverno, dalla fame, dalla sete e dalle malattie, si ripercosse sulla salute dei prigionieri austro-ungarici, che, una volta caricati nelle navi e trasferiti nell'isola dell'Asinara, dovettero affrontare una devastante epidemia di colera.

## Contesto storico

### La campagna di Albania
Il 6 ottobre 1915, dopo che la Bulgaria si alleò con l'Impero austro-ungarico e la Germania, fu sferrato un attacco contro la Serbia, che era stata già attaccata altre tre volte, ma era riuscita a respingere le offensive austro-ungariche. La campagna iniziata il 6 ottobre vedeva contrapporsi 500 000 soldati tedeschi, austro-ungarici e bulgari, contro i 250 000 serbi, già stremati dalle precedenti tre offensive. La sconfitta presso la Piana dei merli, in Kosovo, causò la disfatta dell'esercito serbo, il quale dovette ritirarsi lungo i monti dell'Albania, che in quel momento erano impervi a causa della stagione rigida e del clima proibitivo, verso l'Adriatico. La decisione di giungere sulle sponde dell'Adriatico venne presa insieme ai Paesi alleati, tra cui l'Italia, in modo da evitare la capitolazione dello Stato serbo, che nonostante l'occupazione nemica avrebbe conservato la sua esistenza a livello giuridico grazie alla salvaguardia del proprio esercito. La cosiddetta "marcia della morte" che da Niš conduceva fino al porto di Valona, non fu compiuta solo dall'esercito serbo in ritirata ma anche dalla popolazione civile e dai 70 000 prigionieri austro-ungarici catturati durante le precedenti offensive. Dei 70 000 prigionieri partiti, solo 27 000 giunsero a Valona: i 43 000 che non arrivarono a destinazione furono vittime del gelo, della fame e dell'interminabile marcia lungo i monti impervi dei Balcani.
Con il disfacimento delle difese della Serbia, l'Impero austro-ungarico decise di attaccare il Montenegro per occupare l'Albania settentrionale. Tale offensiva causò il totale annichilimento dell'esercito serbo, per cui i Paesi alleati decisero per lo sgombero completo dell'esercito e della popolazione serba, verso l'isola di Corfù. I 600 ufficiali e i 30 000 prigionieri di guerra austro-ungarici vennero presi in carico dal Governo italiano, «come pegno di fronte ai tanti italiani imprigionati in Austria, giustificando così agli occhi del pubblico i rischi e i sacrifici che importava l'impresa del loro passaggio nelle nostre mani».

### La traversata
Le operazioni di imbarco avvennero in modo molto rapido a causa della necessità di sgomberare il porto di Valona, in modo da non mettere a rischio la vita dei militari italiani presenti nell'area. Era infatti stato annunciato da alcune fonti che l'esercito e la marina austro-ungarici erano in prossimità di attaccare Valona, con la conseguenza che la popolazione albanese avrebbe potuto liberare i prigionieri imperiali. Per questo motivo in sole due settimane, dal 16 al 30 dicembre, vennero impiegati sedici piroscafi, di cui dodici italiani, tre francesi e uno inglese, per trasportare in tutto 21 388 prigionieri. La presenza dei tre piroscafi francesi permise all'ambasciatore francese a Roma, Camille Barrère, di richiedere in consegna una parte dei prigionieri evacuati.
La condizione dei prigionieri austro-ungarici, aggravata dal fatto che diversi piroscafi furono caricati il doppio rispetto alla portata normale, causò numerosi decessi all'interno delle navi. Inoltre in alcuni piroscafi si mostrarono da subito gli effetti delle epidemie di malattie contagiose, in particolar modo del tifo e del colera, che si presentarono soprattutto a bordo del Duca di Genova e del Re Vittorio.
Il ritardo delle operazioni per la preparazione di attendamento dei prigionieri nell'isola dell'Asinara costrinse diversi piroscafi ad attendere per giorni in rada, nella laguna di fronte all'isola sarda. Durante questo periodo di diversi giorni – il piroscafo America dovette aspettare dieci giorni, per avviare lo sbarco il 28 dicembre, mentre il Cordova, giunto il 19 dicembre, dovette aspettare sette giorni per dare inizio allo sbarco che si protrasse fino al 3 gennaio – furono numerosi i morti: sul Duca di Genova, furono segnalati 199 decessi tra i prigionieri solo nella giornata del 27 dicembre, dovuti in particolar modo al colera. I numerosi morti furono sepolti in mare, gettati dal Duca di Genova e dall'Armenie insieme ai materassi infetti; tale fatto causò una polemica sollevata dal sindaco di Porto Torres, il quale aveva dichiarato che alcuni cadaveri e materassi erano stati ritrovati nelle spiagge sarde. Ciò causò il divieto di pesca lungo tutta la costa sarda, elemento che mise in discussione i rapporti tra i militari e civili che abitavano in quelle zone e che vivevano principalmente di pesca. Tra il 18 dicembre 1915 e l'otto marzo 1916 furono quindi imbarcati 23 854 prigionieri; i prigionieri sbarcati nell'isola dell'Asinara furono in totale 23 339.
|        | Giorno d'arrivo  | Nome piroscafo    | Nazionalità piroscafo | Numero prigionieri imbarcati | Numero prigionieri deceduti durante la traversata | Numero prigionieri sbarcati |
| ------ | ---------------- | ----------------- | --------------------- | ---------------------------- | ------------------------------------------------- | --------------------------- |
|        | 18 dicembre 1915 | Dante Alighieri   | Italia                | 1 995                        | -                                                 | 1 995                       |
|        | 18 dicembre 1915 | America           | Italia                | 1 721                        | 10                                                | 1 711                       |
|        | 20 dicembre 1915 | Cordova           | Italia                | 1 500                        | 1                                                 | 1 499                       |
|        | 24 dicembre 1915 | Valparaiso        | Italia                | 1 470                        | 2                                                 | 1 468                       |
|        | 27 dicembre 1915 | Duca di Genova    | Italia                | 3 141                        | 300                                               | 2 841                       |
|        | 27 dicembre 1915 | Re Vittorio       | Italia                | 3 085                        | 53                                                | 3 032                       |
|        | 30 dicembre 1915 | Natal             | Francia               | 777                          | 1                                                 | 776                         |
|        | 30 dicembre 1915 | Indiana           | Italia                | 2 423                        | 34                                                | 2 389                       |
|        | 1 gennaio 1916   | Dante Alighieri   | Italia                | 2 841                        | 1                                                 | 2 840                       |
|        | 2 gennaio 1916   | Sinaj             | Francia               | 1 500                        | 70                                                | 1 430                       |
|        | 2 gennaio 1916   | Armenie           | Francia               | 764                          | 8                                                 | 756                         |
|        | 3 gennaio 1916   | Regina Elena      | Italia                | 1 020                        | 1                                                 | 1 019                       |
|        | 18 gennaio 1916  | Jonio             | Italia                | 481                          | 27                                                | 454                         |
|        | 28 gennaio 1916  | Folkestone        | Inghilterra           | 370                          | -                                                 | 370                         |
|        | 13 febbraio 1916 | Folkestone        | Inghilterra           | 257                          | 7                                                 | 250                         |
|        | 21 febbraio 1916 | Città di Cagliari | Italia                | 326                          | 1                                                 | 325                         |
|        | 27 febbraio 1916 | Re d'Italia       | Italia                | 6                            | -                                                 | 6                           |
|        | 8 marzo 1916     | Candiano          | Italia                | 178                          | -                                                 | 178                         |
| Totale |                  |                   |                       | 23 854                       | 522                                               | 23 339                      |

## L'organizzazione del campo di concentramento

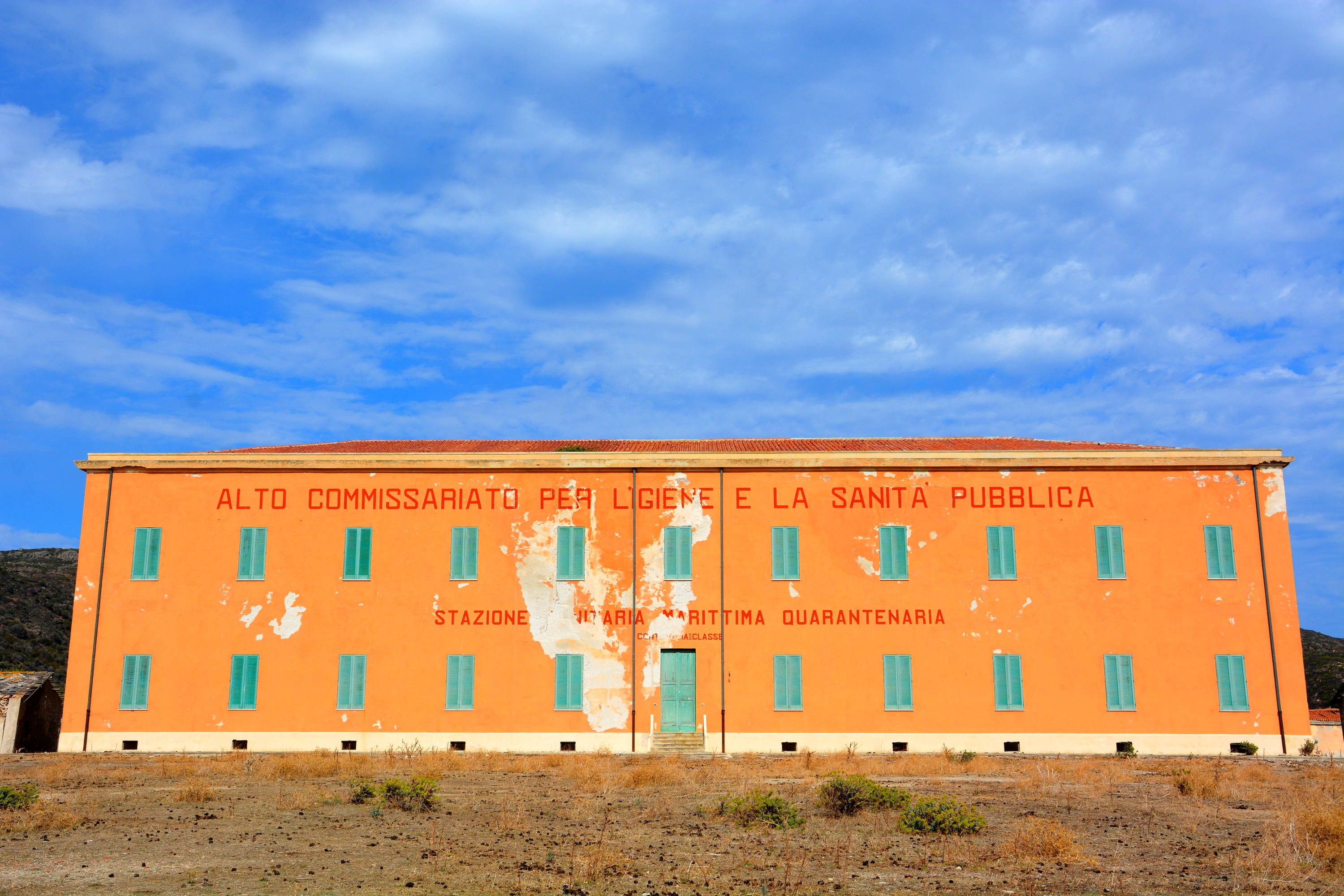
Stazione sanitaria marittima dell'isola dell'Asinara

### La stazione sanitaria marittima e la colonia penale agricola
Già alla fine del XIX secolo l'Asinara era stata identificata da parte del Regno d'Italia come luogo da adibire a stazione sanitaria marittima, che sarebbe sorta a Cala Reale, e a colonia penale, a Cala d'Oliva. La colonia penale avrebbe permesso la coltivazione di 3 500 ettari di terreno, aumentando la produzione agricola dell'isola. Nel 1885 tramite la Legge n.3183 del 28 giugno 1885, l'isola fu espropriata: le famiglie di pastori e i residenti di Cala Reale furono trasferiti a forza in altre zone della Sardegna, mentre le 45 famiglie di pescatori di Cala d'Oliva fondarono il paese di Stintino, a sud dell'Asinara. Furono quindi costruite la "Stazione Sanitaria Marittima quarantenaria" e la "Casa di lavoro all’aperto".
Già dopo i primi anni in cui erano entrati in funzione la stazione sanitaria e la colonia penale erano stati evidenziati dei problemi legati all'organizzazione dell'isola, come la mancanza di canali di scolo per il drenaggio dell'acqua degli scarichi, oppure il problema dell'approvvigionamento dell'acqua potabile, come denunciato tra il 1905 e il 1910 dal Prefetto di Sassari.

### I quattro accampamenti: Campo Perdu e Cala Reale, Stretti, Tumbarino e Fornelli
L'arrivo in massa dei prigionieri mise a nudo tutte le carenze dell'isola, a partire dalla mancanza di sufficienti fonti d'acqua potabile, di mezzi e vie di comunicazione permanentemente percorribili, fino alla carenza di posti letto dove far alloggiare i prigionieri. Anche l'avvio delle operazioni di preparazione del campo che doveva accogliere i prigionieri avvenne con relativa calma, in quanto le disposizioni giunte il 12 e 13 dicembre da parte del Ministero dell'Interno a Guido Scano, commissario che doveva occuparsi delle derrate destinate all'isola, non erano allarmanti. Veniva infatti dichiarato che sarebbero giunti 30 000 prigionieri provenienti dalla Serbia, suddivisi in scaglioni che si sarebbero susseguiti l'uno dopo l'altro, con graduale sostituzione; il Ministero dell'Interno inoltre metteva a disposizione tutto l'occorrente per sanificare e ospitare tali prigionieri.
Il susseguirsi degli eventi, in particolare la manifestazione del colera tra i soldati ammassati nel porto di Valona, causò un'accelerazione delle operazioni di imbarco, causando l'arrivo «continuo e tumultuoso di torme imbestialite dalla fame, dal freddo, dalla stanchezza, dalle ulcerazioni, dalle malattie». A partire dalla sera del 18 dicembre iniziarono a giungere le navi cariche di soldati austro-ungarici, prime fra tutte i piroscafi Dante Alighieri e America, con 4 000 prigionieri. Le operazioni di sbarco furono posticipate a causa del ritardo degli arrivi di pagliericcio, tende e viveri, questi ultimi forniti dalla colonia penale. Le cause del ritardo furono attribuite alle difficoltà di trasporto in mare o nel terreno impervio.
Gli edifici preesistenti, che potevano contenere al massimo 800 persone furono impiegati per alloggiare i 637 ufficiali sbarcati, ma ben presto furono trasferiti a Muro Lucano, Cittaducale, Portoferraio, Monte Narba e Civitavecchia. La truppa fu invece alloggiata in accampamenti di tende modello "Bucciantini" e modello "Roma", inizialmente piantate in modo disordinato e caotico a causa dei ritardi con cui era arrivato il materiale di attendamento e della conformazione del terreno dissestato. Le prime settimane furono caratterizzate da forti disagi per i prigionieri: le condizioni climatiche e la mancanza di un vestiario adatto – i soldati erano ancora vestiti con gli abiti sudici e logori indossati al momento dell'imbarco – resero proibitive le condizioni di stazionamento all'interno delle tende, in cui erano ammassati anche in sei-sette, quando la capienza era di quattro persone, e che venivano letteralmente strappate via dal vento burrascoso di quei giorni. Non successe raramente che alcuni soldati si infilassero sotto alle tende per rubare gli indumenti ai moribondi. I prigionieri furono suddivisi in quattro campi, distinti in base allo stato di salute: i prigionieri trasportati dalla Dante Alighieri, dal Cordova e dal Valparaiso, in cui non si erano verificati casi di colera, furono accampati al campo di Cala Reale; ai campi di Fornelli e Tumbarino furono inviati gli sbarcati dal Duca di Genova, Re Vittorio, Natal e Indiana, in cui si era scatenata una grave forma fulminante di colera; gli sbarchi successivi avvennero presso Stretti.
Fino alla metà di gennaio l'organizzazione fu difficoltosa, in quanto gli addetti avevano avuto poco tempo per mettere in funzione un campo di concentramento tale da gestite 24 000 prigionieri giunti sull'isola tutti in una volta. «Tutto v'era da creare, da edificare; e il tempo non permetteva che un'assai rapida organizzazione». Con il passare del tempo vennero effettuati dei lavori per costruire ciò che mancava nell'isola: dei serbatoi per l'acqua in cemento armato, pontili in legno per permettere l'approvvigionamento tramite le navi, macelli, cucine, lavanderie, latrine, forni, baracche in legno, strade per migliorare il collegamento tra i vari campi. Al 22 febbraio «gli accampamenti vanno di giorno in giorno assumendo un aspetto di ordine perfetto: coll'abbellirli si è ottenuto la maggiore pulizia desiderabile e speciali attenzioni per essi da parte dei prigionieri. Malgrado le difficoltà del luogo, anche a Tumbarino il campo è più che ordinato, elegante». Per tutta la loro permanenza i prigionieri rimasero alloggiati in "città di tende", suddivisi in nazionalità onde evitare attriti tra le differenti etnie che componevano l'Impero austro-ungarico. Così il campo di Stretti fu suddiviso in plotoni da 50 uomini della stessa nazionalità, riuniti in gruppi chiamati in base al nome dei piroscafi su cui erano stati trasportati i prigionieri: "Sinaj", "Armenie", "Dante", ecc. A Campo Perdu i nomi scelti per le strade e per i distretti ricalcavano il nome della nazionalità dei loro abitanti: Cechi, Tedeschi, Croati, Rumeni, Dalmati, Ungheresi, Serbi, misti.

## La vita nel campo

### L'epidemia di colera
Già all'inizio del conflitto la United States Public Health Service aveva segnalato un'epidemia di colera in corso nell'Impero Austro-ungarico; il 20 settembre 1914 venne individuato per la prima volta il bacillo del colera nelle truppe imperiali impegnate in Galizia. L'epidemia si diffuse rapidamente anche negli altri stati, negli altri eserciti e infine nei campi di concentramento. Nel campo di Wittenberg le condizioni dei prigionieri erano malsane: i campi erano sovraffollati e ciò causò il diffondersi dell'epidemia di colera. Nel fronte serbo vennero impiegate delle truppe provenienti dalla Galizia, la regione più arretrata dell'Impero; con tutta probabilità tali truppe diffusero le epidemie di tifo e di colera, che colpirono anche l'esercito serbo, causando 12 000 casi alla fine del 1914. Il tifo, apparso nella seconda metà di dicembre, ebbe la sua massima diffusione tra il febbraio e marzo 1915, costringendo il governo serbo a prendere delle precauzioni contro l'insorgere dell'epidemia.
Quando i soldati imperiali furono imbarcati nel porto di Valona, le loro condizioni erano pessime: «erano quasi tutti privi di scarpe, sostituite con brani di coperta, con gli indumenti laceri, coperti di insetti, affetti da malattie, si trascinavano a stento»; «quella folla di gente prigioniera nulla aveva di militare, erano uomini doloranti, affranti, seminudi, coperti di piaghe, incrostati di fango fino alla cintola, estenuati dal lungo digiuno e da cinquantatré giorni di marce micidiali fra gole e montagne, sfiniti dalle notti passate al vento, alla pioggia, alla neve». Erano affetti da diverse malattie infettive: dissenteria, tifo esantematico, nefriti, tubercolosi e, la più temuta di tutte, il colera. Le condizioni dei prigionieri spinsero il direttore della Direzione generale di sanità pubblica, l'epidemiologo Alberto Lutrario, a invitare caldamente il presidente della commissione per i prigionieri di guerra, generale Spingardi, a far sbarcare i soldati provenienti dall'Albania in Sardegna o Sicilia perché venissero posti in osservazione, onde evitare che il vibrione del colera si diffondesse nella penisola italiana. Venne inoltre redatto un decalogo di norme sanitarie da rispettare tra l'imbarco dei prigionieri a Valona, fino allo sbarco nei campi di prigionia. Tale decalogo prevedeva per quanto riguarda l'imbarco e la traversata:
- I prigionieri dovevano essere visitati prima di essere imbarcati; quelli risultati positivi a malattie infettive non dovevano essere imbarcati.
- I prigionieri dovevano essere bonificati, dotati di biancheria pulita e vaccinati contro il vaiolo.
- A bordo delle navi doveva esserci un medico ogni 700 prigionieri.

Giunti al campo di concentramento:
- Gli ufficiali dovevano essere alloggiati nella prima classe della stazione sanitaria.
- La truppa doveva essere attendata in osservazione per dodici giorni.
- Dovevano essere completate le operazioni di bonifica, che includevano un bagno per la pulizia, l'applicazione di sostanze anti-parassitarie, la disinfezione della biancheria.
- Al termine dei dodici giorni di permanenza, i prigionieri avrebbero ottenuto una "patente di sanità" e sarebbero stati trasferiti nei campi di concentramento presenti nella penisola.

L'aggravarsi dell'epidemia in Albania causò però l'accelerazione degli imbarchi, per cui le linee guida per gestire la situazione sanitaria vennero ignorate, o addirittura non pervennero mai ad alcuni piroscafi impiegati nel trasferimento dei prigionieri.
Giunti all'isola dell'Asinara, in alcuni piroscafi si dovettero iniziare le operazioni di bonifica a bordo, in quanto l'attardarsi dei preparativi nell'isola aveva costretto il rallentamento delle operazioni di sbarco. In rada quindi i prigionieri furono tosati, sbarbati e venne impiegato il petrolio per distruggere i parassiti presenti nella cute. Durante la sosta in rada si registrarono, secondo i rapporti dei comandanti dei singoli comandanti dei piroscafi, 1 527 morti tra i prigionieri imperiali, per la maggior parte deceduti a causa del colera. Secondo il ministero della marina i decessi di colera avvenuti a bordo delle navi furono 1 291, in particolar modo nel piroscafo Duca di Genova (583) e nel Re Vittorio (566). Alcune navi rimaste in rada dovettero procedere con il seppellimento in mare dei corpi dei prigionieri morti a causa del colera e della dissenteria.
Per separare i soldati infetti da quelli apparentemente sani, vennero fatti sbarcare i prigionieri presenti nei piroscafi Duca di Genova, Re Vittorio, Natal, Indiana e parte di quelli nella Dante Alighieri al campo contumaciale di Fornelli; dal 5 gennaio, a causa della difficoltà di far giungere rifornimenti al campo di Fornelli, gli infetti vennero sbarcati a Stretti. Nonostante ciò ben presto si diffuse l'epidemia di colera anche negli altri campi organizzati a est e a ovest della stazione sanitaria, costringendo ad ammassare gli infetti tutti a Campo Perdu. Il campo di Fornelli divenne da subito definito "il campo della morte", in quanto era difficile da rifornire e inoltre le cure dei prigionieri furono affidate a 20 medici imperiali che non avevano sufficienti medicine, cibo, acqua e paglia per curare i propri compagni d'arme.
Vennero creati diversi ospedali da campo che coadiuvassero l'ospedale dei contagiosi presente a Cala Reale, suddividendoli in reparti che riunissero i contagiati in base alle malattie che presentavano: colera, dissenteria, tifo esantematico e febbre tifoide. I prigionieri affetti dal colera furono curati tramite acidi per bevande, come il succo di limone, tonici cardiaci, iniezioni di olio canforato, caffeina, alcolici, come cognac, acquavite di Villacidro, Santo Lussurgiu, marsala, rhum, vernaccia a 18 gradi. Vennero praticate alcune ipodermosi e impiegati alcuni oppiacei, come il laudano liquido.
Le morti per epidemia di colera andarono ad arrestarsi nel corso della prima metà di febbraio, anche se le vaccinazioni anticoleriche iniziarono ad essere eseguite solo a partire dall'11 febbraio, prima a Campo Perdu, poi a Stretti il 17 marzo e infine a Tumbarino e Fornelli il 27 marzo. In conclusione i prigionieri austro-ungarici morti a causa delle malattie esantematiche furono circa 7 000. Nonostante le condizioni disperate in cui vertevano, l'aumento del numero dei caduti fu causato da diverse lacune da imputare all'organizzazione del trasporto dei militari imperiali: la disattesa del decalogo redatto dalla Direzione generale di sanità pubblica, il ritardo con cui vennero eseguiti i preparativi dei campi, la lentezza con cui vennero fatti sbarcare i prigionieri e la mancanza di viveri, acqua, medicine e medici necessari per curare i malati.

### La fame e la sete
Uno dei maggiori problemi che si presentò fin da subito nell'isola fu la difficoltà di approvvigionamento di qualsiasi tipo di materiale, in particolar modo dell'acqua e del cibo, causato dalla mancanza di vie di comunicazione terrestri che collegassero i vari campi, e per la difficoltà delle imbarcazioni di attraversare il mare, specialmente nei periodi invernali, in cui il mare gonfio e le forti raffiche di vento impedivano gli spostamenti.
Per tutto il mese di dicembre solo i militari italiani e gli ufficiali austro-ungarici poterono godere di un pasto caldo, costituito da carne fresca, e di acqua bollente con cui preparare tè e caffè; ricevevano inoltre pane, formaggio, carne e materiale combustibile dalla Colonia Penale. La truppa, invece, ricevette solamente una volta al giorno viveri secchi, tre biscotti e una scatoletta di carne, e pochissima acqua, in quanto nell'isola erano rare le sorgenti e non erano state costruite sufficienti vasche per la raccolta dell'acqua, che doveva essere importata tramite navi-cisterna da Porto Torres e Civitavecchia. Solo a partire dal 16 gennaio essi poterono nutrirsi con cibi caldi. La fame causò numerosi attriti tra i prigionieri, i quali facevano a pugni per conquistare un tozzo di pane in più, o addirittura evitavano di avvertire che i propri compagni erano morti per ottenere i loro viveri. Quando la razione giornaliera era insufficiente, i reclusi acquistavano viveri dai mercanti provenienti dalla Sardegna, che barattavano la propria merce con gli oggetti preziosi dei prigionieri, spesso elevando il prezzo dei beni che venivano venduti. Molti prigionieri inoltre morirono a causa dell'ingerimento della "cipolla sarda", un tubero che nasceva nell'isola, ma che in realtà era velenoso.

### La noia
Dopo il miglioramento delle condizioni di vita all'interno del campo di concentramento dell'Asinara, uno dei problemi che si mise in evidenza fu di tipo psicologico: i maggiori sentimenti che i prigionieri provavano furono quelli di completo abbandono e di isolamento, peggiorati dal fatto che erano internati in un'isola deserta. Uno dei metodi per sconfiggere la cosiddetta "malattia del reticolato", la depressione causata da un lungo periodo di internamento, fu quella di impegnare il tempo tramite il lavoro o le attività di svago. Nel campo furono quindi pubblicati dei giornali, organizzate delle sorta di scuole per l'apprendimento dell'italiano, dei laboratori per la lavorazione del legno e della terracotta; vennero favoriti gli esercizi ginnici e le esercitazioni militari. Vennero creati dei circoli di cantanti e i 22 "pittori di quadri", i 7 "pittori decoratori" e i 9 "scultori" realizzarono delle opere monumentali per decorare l'isola.
Alcuni prigionieri internati nell'isola dell'Asinara furono impiegati nei lavori, come previsto dall'art.6 della Convenzione dell'Aja. Nell'estate 1916 furono inviati 130 prigionieri presso l'Azienda Vinicola di Erminio Sella, ad Alghero, per tagliare le frasche della macchia mediterranea. Il 6 giugno 1917, 60 prigionieri e sei guardie italiane vengono inviate al lavoro, come testimonia il prigioniero Josef Robinau: «Ci hanno portato in stazione alle sette di mattino e siamo rimasti sul treno fino alle sette di sera. Poi abbiamo marciato per un’ora e mezzo e siamo stati alloggiati in una stanza. Il nostro lavoro consiste nel regolare il corso del fiume con pala e carriola. È un lavoro duro che dobbiamo fare senza colazione. A pranzo ci danno 25 maccheroni e un litro e un quarto d’acqua. Il giorno di San Pietro mi sono ammalato gravemente e sono stato costretto a rimanere coricato per due settimane. Dato che tutti si erano ammalati siamo tornati all’Asinara il 24 giugno».

## L'epilogo dei "dannati dell'Asinara" e la storia del campo di concentramento dopo il luglio 1916

### Il trasferimento dei prigionieri austro-ungarici in Francia
Nel luglio 1916, quando l'epidemia di colera fu estinta e i prigionieri si trovavano in condizioni migliori, 16 262 prigionieri austro-ungarici furono trasferiti in Francia, quasi tutti i prigionieri presenti nell'isola, ad eccezione dei prigionieri di nazionalità italiana, degli attendenti, degli ufficiali e dei malati intrasportabili. «Essendo il 17 luglio, 1 200 prigionieri di guerra austro-ungarici, che dovevano imbarcarsi su piroscafo Seine, riuniti sul piazzale di Cala Reale, dove già era stato fatto l'appello di essi, un prigioniero rivolgendosi ai compagni, disse in tedesco con voce vibrante queste parole "Nel momento in cui stiamo per lasciare l'amica terra d'Italia, terra benedetta dai nostri genitori, dalle nostre spose e dalle nostre creature, perché fu la nostra salvezza, anche noi per dimostrare la nostra riconoscenza per nobile trattamento ricevuto gridiamo: Evviva l'Italia". Per tre volte i 1 200 prigionieri fecero echeggiare freneticamente quel grido sul piazzale di Cala Reale, mentre toltisi i berretti li agitavano in segno di saluto». Il trasferimento dei prigionieri fu effettuato con una sola nave francese, la Seine, la quale effettuò cinque traversate, dall'8 al 23 luglio, ognuna per trasportare 1 200 prigionieri alla volta.

### Gli ex prigionieri russi
Dopo la partenza dei 1 6000 prigionieri austro-ungarici, il campo di concentramento non fu dismesso, ma divenne protagonista di un nuovo episodio riguardante ex prigionieri russi dell'esercito imperiale e prigionieri austro-ungarici di lingua italiana. Al termine della guerra, furono trasferiti nell'Asinara 7 200 ex prigionieri russi degli austro-ungarici, che erano caduti in mano agli italiani durante le ultime offensive del novembre 1918. Nel 1919 viene condotta una trattativa da parte del colonnello A. M. Volkonskij per reclutare tra i prigionieri russi da arruolare nell'Armata Bianca e combattere nella guerra civile contro l'Armata Rossa in Russia: 1 500 ex prigionieri salparono nell'ottobre 1919 a bordo del piroscafo Palasciano e lasciarono l'isola per Novorossijsk. Nella primavera del 1920 si avviarono le trattative tra il leader del partito socialista italiano, Nicola Bombacci, e il rappresentante sovietico M.M. Litvinov per uno scambio di prigionieri: alla metà del luglio 1920 i 3.851 russi imbarcati in tre piroscafi italiani sbarcarono a Odessa; le navi ripartono per l'Italia con 230 italiani e un carico di grano russo. Dei rimanenti 76 ex prigionieri russi, solo nove decisero di ritornare in Russia nel luglio 1921, gli altri 67 vennero trasferiti a Bonovra (Sassari) e destinati alla bonifica del territorio.

### I prigionieri austro-ungarici di lingua italiana
Ai prigionieri austro-ungarici di lingua italiana catturati dai serbi nel dicembre 1914, nel 1919 si unirono altri 252 prigionieri tirolesi provenienti dalla Russia. Tali soldati furono bloccati a Innsbruck dal Regio Esercito Italiano e trasferiti nell'isola dell'Asinara per un "periodo di osservazione" in quanto erano sospettati di essere dei propagandisti dei bolscevichi. Tali prigionieri furono infine liberati grazie all'intervento del Vescovo di Trento. S.E. Mons. Celestino Endrici.

## Luoghi d'interesse

### La Cappella austro-ungarica e il cimitero italiano di Cala Reale

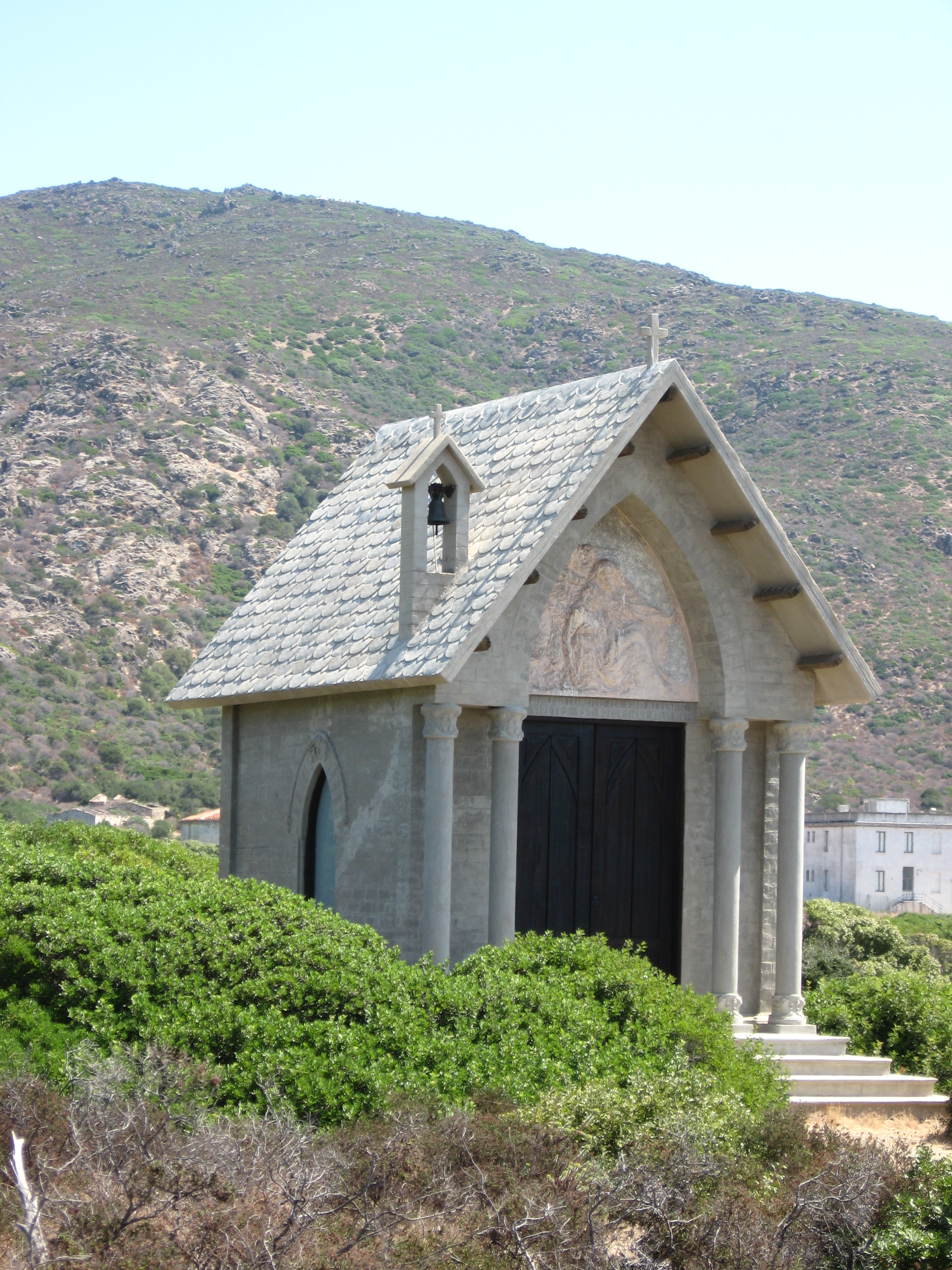
Cappella costruita dai prigionieri austro-ungarici

La costruzione di una cappella per il culto religioso, fortemente voluta dai sacerdoti che assistevano i prigionieri dell'isola, fu uno dei lavori di edilizia e risanamento ambientale che impegnò i militari reclusi nel periodo successivo al gennaio del 1916. Realizzata per sostituire la cappelletta in legno e tela costruita nel gennaio 1916, l'esterno del nuovo edificio di pianta quadrangolare di 4,5m per lato, è caratterizzato da «quattro colonnine in cemento, con basi e capitelli dorici, [che] sostengono la parte superiore della facciata, foggiata a timpano, nel centro del quale, poggiante su le due colonnine centrali, è una lunetta ad arco acuto, in cui è chiuso un bassorilievo in cemento, rappresentante la Pietà; opera di buona fattura del prigioniero stesso [Georg Vemess] che foggiò le due statue di cui si è già detto [S. Efisio e S. Gavino]». All'interno è presente un altare in cemento posto sopra a una pavimentazione in pietre di mare bianche e nere, a formare dei mosaici a forma di croce greca e stelle a cinque punte. L'intera cappella è decorata con bassorilievi in cemento e con tre finestrelle che originariamente erano impreziosite con vetrate dipinte, andate distrutte con il passare del tempo. Anche le due statue in cemento armato di S. Efisio e S. Gavino create dall'artista-prigioniero Georg Vemess, una volta posizionate di fronte alla cappella, non hanno resistito alle forti escursioni termiche stagionali che caratterizzano il clima dell'isola e all'ossidazione del ferro che costituiva l'armatura delle stesse.
Non lontano dalla cappella austro-ungarica sorge un piccolo cimitero in cui sono stati raccolti i resti dei soldati italiani che erano stati trasferiti nell'isola per essere curati dalle malattie epidemiche di cui si erano infettati durante la campagna di Albania. «Perché i cadaveri dei soldati italiani fossero nettamente distinti da quelli dei prigionieri, fu costruito un cimitero presso la vecchia fornace di calce a Campo Perdu e si chiamò Cimitero Italiano. Esso fu recinto da un muro con cancello e fra i vari monumentini, che l’affetto dei commilitoni innalzò ai morti, si eleva la statua del Redentore».

### L'Ossario austro-ungarico

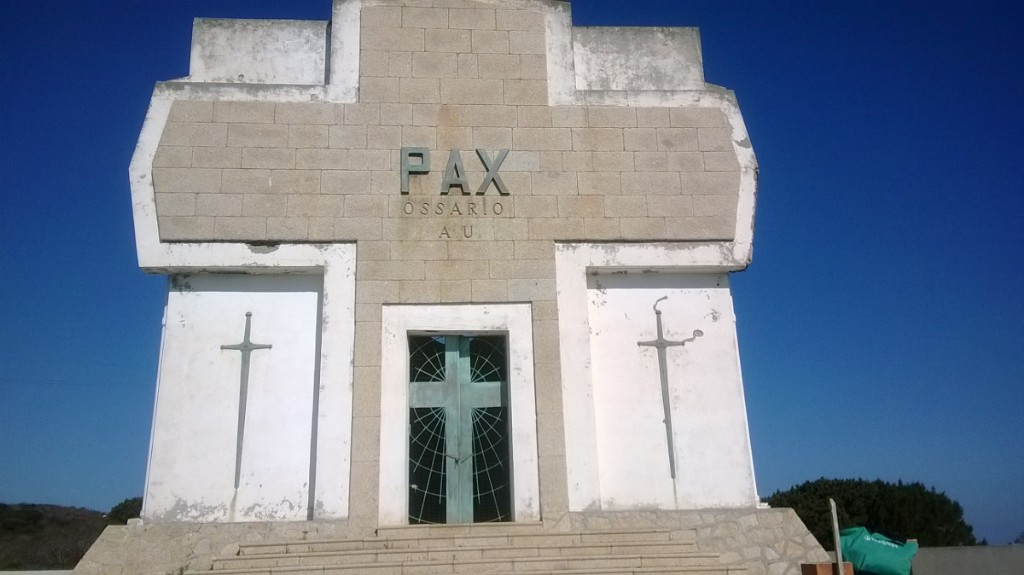
Ossario austro-ungarico dell'Asinara

Tramite la legge 877 del 12 giugno 1931, nel 1936 si diede avvio alla costruzione di un ossario che contenesse le spoglie dei prigionieri austro-ungarici deceduti nell'isola dell'Asinara. Tale costruzione, voluta dal Governo austriaco, si trova sulle falde orientali del Monte Ruda e raccoglie i resti di 7 048 militari provenienti dagli ex cimiteri precedentemente presenti nell'isola. La struttura presenta una grande facciata in granito a forma di croce, con la scritta "PAX / OSSARIO AU". L'interno è caratterizzato dalla presenza di una ventina di vetrate che mostrano le spoglie dei soldati austro-ungarici, un altare e tre dipinti su ceramica raffiguranti la Madonna, Santo Stefano e San Giuseppe.